# Mahalo
Mahalo.com（マハロドットコム）は、インターネット上の検索エンジン。アメリカのJason Calacanisにより運営されている。mahalo にはハワイ語で「ありがとう」という意味がある。

## 特徴
人力検索をメインとした検索エンジンで、Googleなどのロボット検索とは異なったアプローチをとっている。
検索結果のページでは、編集者によって作成されたページが表示される。そこでは「The Mahalo Top10」という7つの厳選されたリンクだけが表示される。現在、対応している検索キーワードは、26,000ページ以上。

## 歴史
- 2007年5月にサービス開始。
- 2007年12月にSNS機能を追加した[2]。